# Marienkapelle (Rhöndorf)

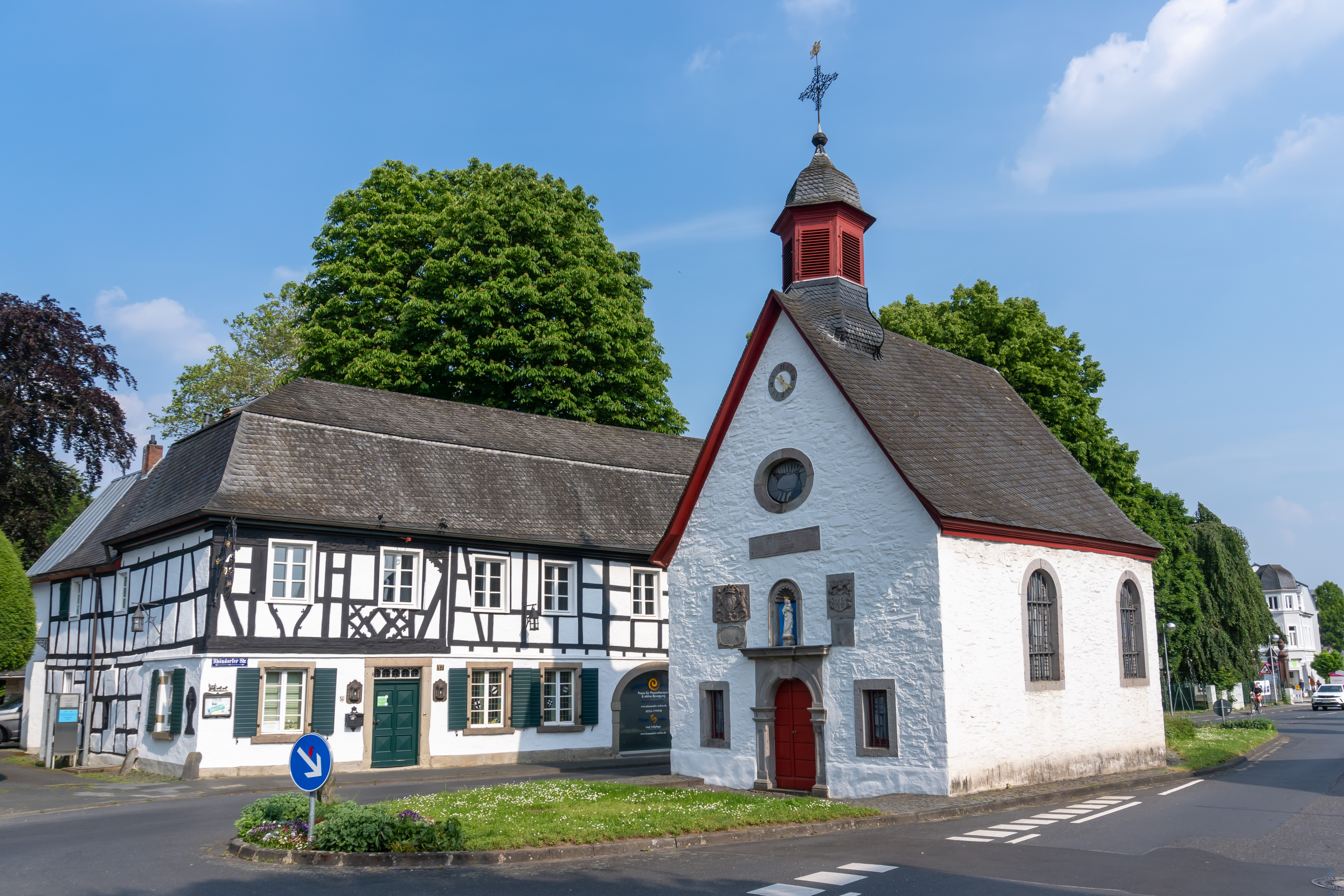
Rhöndorfer Marienkapelle (2021)

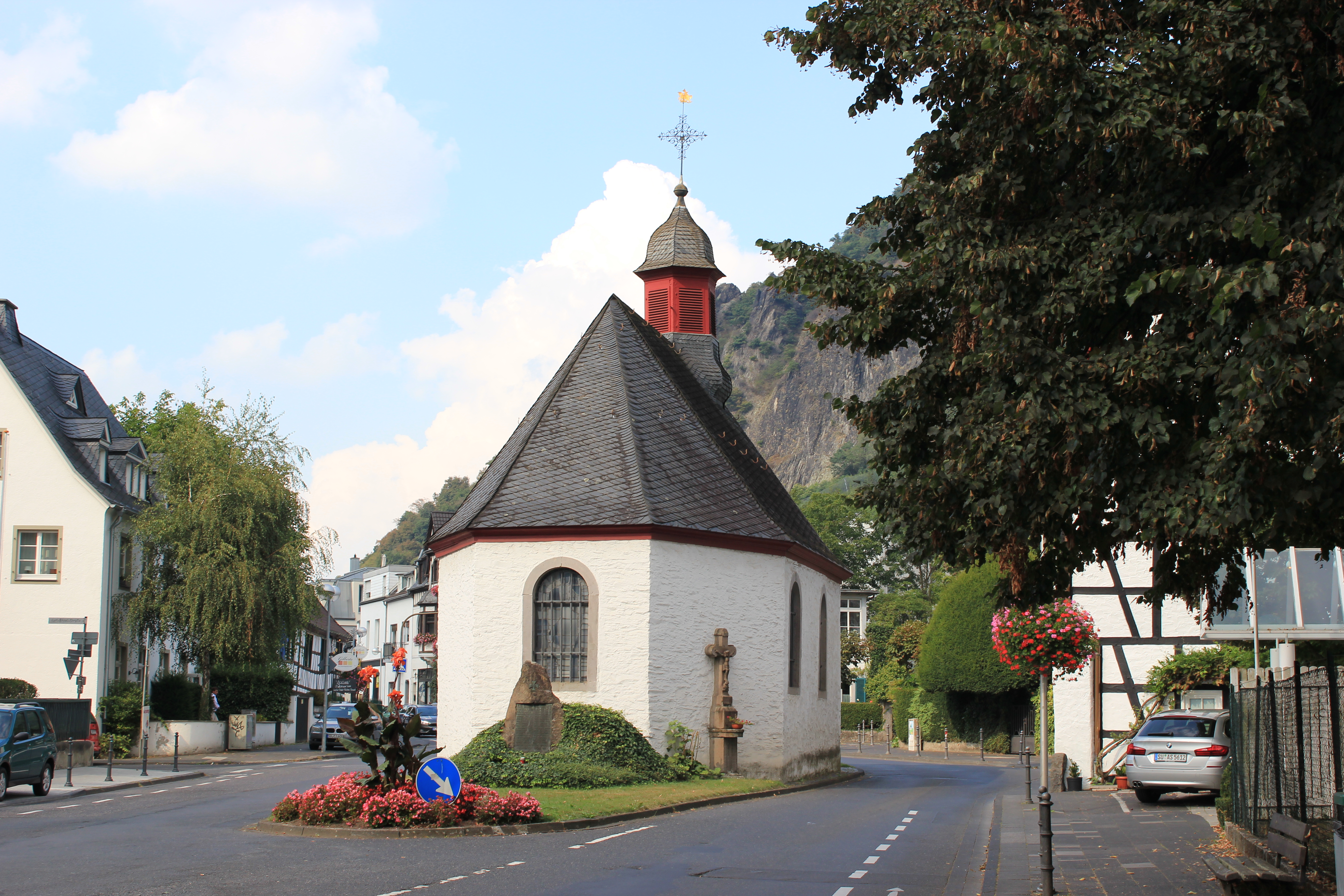
Chor der Marienkapelle (2016)

Die katholische Marienkapelle in Rhöndorf, einem Ortsteil der Stadt Bad Honnef im nordrhein-westfälischen Rhein-Sieg-Kreis, ist ein barocker Bruchsteinbau von 1714. Sie liegt inmitten der Rhöndorfer Straße (Hausnummer 37a). Die Kapelle steht als Baudenkmal unter Denkmalschutz.

## Geschichte
Die Kapelle hat einen Vorgängerbau, dessen Entstehungszeit angesichts einer auf 1624 datierten Glocke vor diesem Jahr vermutet wird. Dieses Heiligenhäuschen wurde 1689 durch die Truppen des französischen Königs Ludwig XIV. zerstört. An anderer Stelle entstand 1714 (Grundsteinlegung am 2. Mai) die neue Rhöndorfer Kapelle, deren Grundstück vom Grafen Wilhelm Franz Johann Bertram von Nesselrode – damaliger Propst in Oberpleis – gestiftet wurde. An der Durchführung des Baus beteiligten sich, zum Teil auch finanziell, einige Rhöndorfer Bürger. Die feierliche Einweihung der Kapelle, die den Namen Mariae Heimsuchung trug, fand am 8. Juni 1716 statt. 1778 wurde an der Ostseite ein barockes Wegekreuz errichtet. Mit dem Bau der neuen Pfarrkirche St. Mariä Heimsuchung 1903 bis 1905 verlor die Kapelle an Bedeutung. Im August 1921 wurde an der Südseite der Kapelle ein Ehrenmal für die Gefallenen des Ersten Weltkriegs geschaffen. 1935 erfolgte eine umfassende Sanierung des Gebäudes.:72 Seit 1982 werden dort wieder gelegentliche Gottesdienste abgehalten. 
An der Außenseite der Kapelle befand sich ab 1835 die aus der Abteikirche von Heisterbach stammende Grabplatte von Heinrich von Drachenfels († 1530), des letzten Burggrafen von Drachenfels, bis sie 1903 an die Turmseite der Pfarrkirche verlegt wurde. Seit dem Ausbau der Rhöndorfer Straße im Jahre 1907 steht die Kapelle inmitten der Fahrbahn und bildet damit eine Verkehrsinsel.
Die Eintragung der Kapelle in die Denkmalliste der Stadt Bad Honnef erfolgte am 16. April 1992.

## Architektur

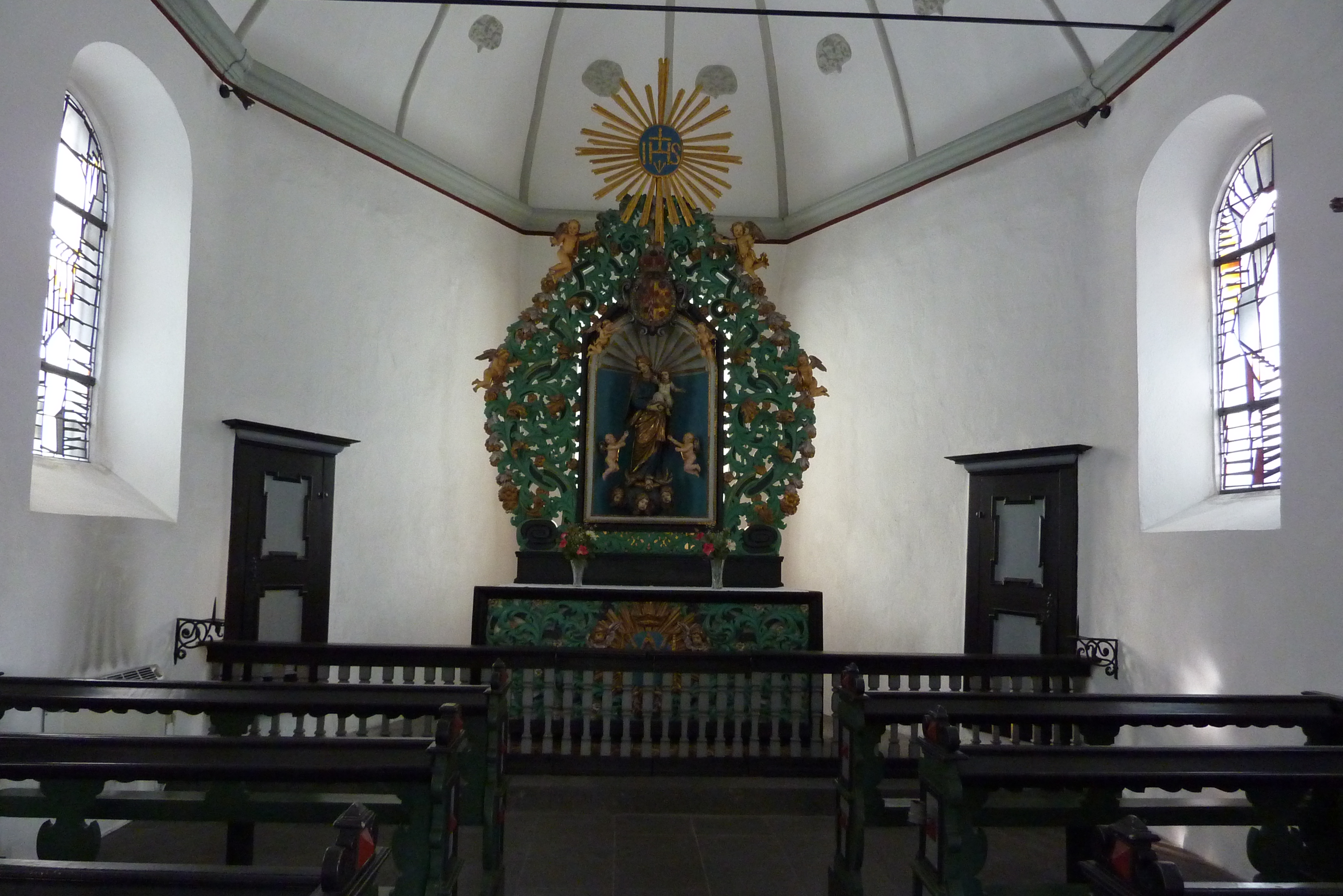
Innenraum der Kapelle

Die Kapelle ist ein schlicht gehaltener, dreiseitig geschlossener verputzter Bruchsteinbau, dem ein von einem schmiedeeisernen Kreuz – mit der Darstellung eines Brunnens, der den Familiennamen Pütz des Erstellers symbolisiert – bekrönter Dachreiter aufgesetzt ist. Außen finden sich auch ein Stifterwappen der Grafen von Nesselrode sowie eine Turmuhr von 1761. Der Chor der Kapelle weist eine Rippenwölbung auf, das Langhaus wird von einer Flachtonne bedeckt. Der barocke Altar, der noch aus der Entstehungszeit stammt, nimmt das Marienbildnis auf. Dem bergischen Kurfürsten Johann Wilhelm und seiner zweiten Frau ist dort ein Ehewappen gewidmet, rechts Pfalz-Neuburg, links Medici.

## Gedenksteine
Vor dem Chor der Kapelle erinnert ein Gedenkstein an die Gefallenen des Ersten und seit Mai 1954 auch eine Ehrentafel aus Bronze an die 35 Gefallenen des Zweiten Weltkriegs aus Rhöndorf.:71